# 尖羽贯众
尖羽贯众（学名：Cyrtomium hookerianum）为鳞毛蕨科贯众属下的一个种。

## 扩展阅读
- 維基物種上的相關：尖羽贯众